# ろ
En la escritura japonesa, los caracteres silábicos (o, con más propiedad, moraicos) ろ (hiragana) y ロ (katakana) ocupan el 43.er lugar en el sistema moderno de ordenación alfabética gojūon (五十音), entre れ y わ; y el segundo en el poema iroha, entre い y は. En la tabla a la derecha, que sigue el orden gojūon (por columnas, y de derecha a izquierda), se encuentra en la novena columna (ら行, "columna RA") y la quinta fila (お段, "fila O").
Tanto ろ como ロ provienen del kanji 呂.

## Romanización
Según los sistemas de romanización Hepburn, Kunrei-shiki y Nihon-shiki, ろ, ロ se romanizan como "ro".

## Escritura
| Escritura de ろ | Escritura de ロ |

El carácter ろ se escribe con un solo trazo con una forma que recuerda al número 3. Empieza siendo horizontal hacia la derecha, posteriormente diagonal hacia abajo a la izquierda y por último forma un amplio arco de circunferencia. A diferencia de る, no termina en bucle.
El carácter ロ se escribe con tres trazos:
1. Trazo vertical hacia abajo en la parte izquierda del carácter.
2. Trazo compuesto por una línea horizontal hacia la derecha y otra vertical hacia abajo.
3. Trazo horizontal hacia la derecha en la parte inferior del carácter. El carácter, en su conjunto, debe tener forma de cuadrado.

## Otras representaciones
- Sistema Braille:
| －● ●● －－ |
- Alfabeto fonético: 「ローマのロ」 ("el ro de Roma")
- Código Morse: ・−・−

- Datos: Q40805
- Multimedia: ろ / Q40805